# Willy and the Poor Boys
| Recensione     | Giudizio    |
| -------------- | ----------- |
| Allmusic       |             |
| Piero Scaruffi |             |
| OndaRock       | Consigliato |

Willy and the Poor Boys è il quarto album in studio dei Creedence Clearwater Revival pubblicato il 2 novembre 1969 dalla Fantasy Records.
Con l'album "Willy and the Poorboys" la band lascia il segno nella storia del rock statunitense, soprattutto grazie alla vena compositiva e alla voce aggressiva di John Fogerty.

## Il disco

### Down on the Corner
Fogerty parla, in uno dei suoi brani più famosi, di un gruppo di ragazzi che suonano e attraggono numerose persone.

### It Came Out of the Sky
Il brano è una satira politica. Un UFO cade nel campo d'un contadino a Moline, nell'Illinois, facendolo diventare l'uomo più famoso d'America. Intanto il vicepresidente Spiro Agnew vuole approfittare dell'accaduto per imporre una tassa su Marte, il Papa dice che Dio è sceso dal cielo ('The Lord has come'), Hollywood ne fa un film, e Reagan (che al tempo era il governatore della California) accusa i comunisti.

### Cotton Fields
Il brano è una cover del cantante Leadbelly. Qui sono eseguite solo le prime tre strofe, che vengono ripetute a intervalli irregolari. Il brano arrivò 1# in Messico nel 1970, e nel 1982 uscì come singolo negli USA, arrivando però solo al 50# posto nelle classifiche country.

### Poorboy Shuffle
È un pezzo strumentale con un assolo d'armonica. Negli ultimi minuti inizia il sound di batteria per far sfumare nel fade out l'armonica, e far iniziare il brano successivo.

### Feelin' Blue
L'atmosfera del brano è leggermente mesta, così come il testo parla della depressione.

### Fortunate Son
È una canzone pacifista. Uscì come lato B di Down on the Corner, ma ottenne più successo di quest'ultima.

### Don't Look Now (It Ain't You or Me)
Fogerty critica il fatto che, mentre gli hippy si godono la vita ignorando le proprie responsabilità, i meno fortunati devono lavorare duramente. Il testo della canzone consiste in una serie di domande ('Chi lavorerà a mano i campi?' 'Chi estrarrà il carbone dalla miniera?'), la risposta alle quali è sempre la stessa: 'Don't look now, it ain't you or me' ('Non guardare noi, non lo faremo né tu né io').

### The Midnight Special
Anche questo brano è una cover di Leadbelly. Pur non uscendo come singolo, grazie al suo buon sound ottenne comunque successo e fu riproposto in varie raccolte della band.

### Side o' the Road
È il secondo e ultimo pezzo strumentale dell'album.

### Effigy
L'ultimo brano dell'album, il più lungo, presenta un'atmosfera lugubre e dedita alla superstizione americana, simile a Born on the Bayou

## Accoglienza
La rivista Rolling Stone l'ha inserito al 309º posto della sua lista dei 500 migliori album.

## Tracce

### Lato uno
1. Down on the Corner – 2:47 - (J. Fogerty)
2. It Came Out of the Sky – 2:56 - (J. Fogerty)
3. Cotton Fields – 2:54 - (Leadbelly)
4. Poorboy Shuffle – 2:27 - (J. Fogerty)
5. Feelin' Blue – 5:05 - (J. Fogerty)

### Lato due
1. Fortunate Son – 2:21 - (J. Fogerty)
2. Don't Look Now (It Ain't You or Me) – 2:12 - (J. Fogerty)
3. The Midnight Special – 4:14 - (Leadbelly)
4. Side o' the Road – 3:26 - (J. Fogerty)
5. Effigy – 6:31 - (J. Fogerty)

## Formazione
- John Fogerty - voce, chitarra, armonica
- Tom Fogerty - voce, chitarra ritmica
- Doug Clifford - batteria
- Stu Cook - basso

## Classifiche

### Classifiche settimanali
| Classifica (1970) | Posizione massima |
| ----------------- | ----------------- |
| Australia         | 2                 |
| Canada            | 2                 |
| Francia           | 1                 |
| Germania          | 25                |
| Italia            | 17                |
| Norvegia          | 2                 |
| Paesi Bassi       | 3                 |
| Regno Unito       | 10                |
| Spagna            | 2                 |
| Stati Uniti       | 3                 |

### Classifiche di fine anno
| Classifica (1970) | Posizione |
| ----------------- | --------- |
| Australia         | 4         |
| Stati Uniti       | 12        |